# Заря (Теучежский район)
Заря — посёлок в Теучежском районе Республики Адыгея России.
Входит в состав Понежукайского сельского поселения.

## Население
| 2002 | 2010 | 2013 | 2014 | 2015 | 2016 | 2017 |
| ---- | ---- | ---- | ---- | ---- | ---- | ---- |
| 0    | →0   | →0   | →0   | →0   | →0   | →0   |
| 2018 | 2019 | 2020 | 2021 | 2023 | 2024 |      |
| →0   | →0   | →0   | →0   | ↗1   | →1   |      |